# Bessuéjouls

Bessuéjouls este o comună în departamentul Aveyron din sudul Franței. În 1 ianuarie 2022 avea o populație de 223 de locuitori.